# Giro di Romandia 1998
Il Giro di Romandia 1998, cinquantaduesima edizione della corsa, si svolse dal 5 al 10 maggio su un percorso di 795 km ripartiti in 6 tappe e un cronoprologo, con partenza a Rheinfelden e arrivo a Ginevra. Fu vinto dallo svizzero Laurent Dufaux della Festina-Lotus davanti al suo connazionale Alex Zülle e all'italiano Francesco Casagrande.

## Tappe
| Tappa  | Data      | Percorso                                      | km    | Vincitore di tappa   | Leader cl. generale |
| ------ | --------- | --------------------------------------------- | ----- | -------------------- | ------------------- |
| Prol.  | 5 maggio  | Rheinfelden > Rheinfelden (cron. individuale) | 4,8   | Laurent Dufaux       | Laurent Dufaux      |
| 1ª     | 6 maggio  | Rheinfelden > Saignelégier                    | 169,9 | Laurent Dufaux       | Laurent Dufaux      |
| 2ª     | 7 maggio  | Saignelégier > Montreux                       | 183,3 | Fabio Baldato        | Laurent Dufaux      |
| 3ª     | 8 maggio  | Montreux > Veysonnaz                          | 151,1 | Laurent Dufaux       | Laurent Dufaux      |
| 4ª     | 9 maggio  | Sion > Losanna                                | 100,4 | Paolo Bettini        | Laurent Dufaux      |
| 5ª     | 9 maggio  | Losanna > Romanel (cron. individuale)         | 17,6  | Alex Zülle           | Laurent Dufaux      |
| 6ª     | 10 maggio | Losanna > Ginevra                             | 167,4 | Christophe Agnolutto | Laurent Dufaux      |
| Totale | Totale    | Totale                                        | 795   |                      |                     |

## Dettagli delle tappe

### Prologo
- 5 maggio: Rheinfelden > Rheinfelden (cron. individuale) – 4,8 km

| Pos. | Corridore        | Squadra       | Tempo |
| ---- | ---------------- | ------------- | ----- |
| 1    | Laurent Dufaux   | Festina-Lotus | 5'44" |
| 2    | Alex Zülle       | Festina-Lotus | a 1"  |
| 3    | Paolo Savoldelli | Saeco         | s.t.  |

| Pos. | Corridore        | Squadra       | Tempo |
| ---- | ---------------- | ------------- | ----- |
| 1    | Laurent Dufaux   | Festina-Lotus | 5'44" |
| 2    | Alex Zülle       | Festina-Lotus | a 1"  |
| 3    | Paolo Savoldelli | Saeco         | s.t.  |

### 1ª tappa
- 6 maggio: Rheinfelden > Saignelégier – 169,9 km

| Pos. | Corridore       | Squadra       | Tempo    |
| ---- | --------------- | ------------- | -------- |
| 1    | Laurent Dufaux  | Festina-Lotus | 4h38'14" |
| 2    | Markus Zberg    | Post Swiss    | a 4"     |
| 3    | Michele Bartoli | Asics-CGA     | s.t.     |

| Pos. | Corridore        | Squadra       | Tempo    |
| ---- | ---------------- | ------------- | -------- |
| 1    | Laurent Dufaux   | Festina-Lotus | 4h43'48" |
| 2    | Alex Zülle       | Festina-Lotus | a 16"    |
| 3    | Paolo Savoldelli | Saeco         | s.t.     |

### 2ª tappa
- 7 maggio: Saignelégier > Montreux – 183,3 km

| Pos. | Corridore       | Squadra     | Tempo    |
| ---- | --------------- | ----------- | -------- |
| 1    | Fabio Baldato   | Riso Scotti | 4h12'24" |
| 2    | Davide Rebellin | Polti       | s.t.     |
| 3    | Markus Zberg    | Post Swiss  | s.t.     |

| Pos. | Corridore        | Squadra       | Tempo    |
| ---- | ---------------- | ------------- | -------- |
| 1    | Laurent Dufaux   | Festina-Lotus | 8h56'12" |
| 2    | Alex Zülle       | Festina-Lotus | a 16"    |
| 3    | Paolo Savoldelli | Saeco         | s.t.     |

### 3ª tappa
- 8 maggio: Montreux > Veysonnaz – 151,1 km

| Pos. | Corridore            | Squadra       | Tempo    |
| ---- | -------------------- | ------------- | -------- |
| 1    | Laurent Dufaux       | Festina-Lotus | 4h27'12" |
| 2    | Francesco Casagrande | Cofidis       | a 10"    |
| 3    | Davide Rebellin      | Polti         | a 22"    |

| Pos. | Corridore            | Squadra       | Tempo     |
| ---- | -------------------- | ------------- | --------- |
| 1    | Laurent Dufaux       | Festina-Lotus | 13h23'14" |
| 2    | Francesco Casagrande | Cofidis       | a 46"     |
| 3    | Davide Rebellin      | Polti         | a 49"     |

### 4ª tappa
- 9 maggio: Sion > Losanna – 100,4 km

| Pos. | Corridore      | Squadra     | Tempo    |
| ---- | -------------- | ----------- | -------- |
| 1    | Paolo Bettini  | Asics-CGA   | 2h09'17" |
| 2    | Fabio Baldato  | Riso Scotti | s.t.     |
| 3    | François Simon | Gan         | s.t.     |

| Pos. | Corridore            | Squadra       | Tempo     |
| ---- | -------------------- | ------------- | --------- |
| 1    | Laurent Dufaux       | Festina-Lotus | 15h39'12" |
| 2    | Francesco Casagrande | Cofidis       | a 46"     |
| 3    | Davide Rebellin      | Polti         | a 49"     |

### 5ª tappa
- 9 maggio: Losanna > Romanel (cron. individuale) – 17,6 km

| Pos. | Corridore      | Squadra       | Tempo  |
| ---- | -------------- | ------------- | ------ |
| 1    | Alex Zülle     | Festina-Lotus | 23'34" |
| 2    | Laurent Dufaux | Festina-Lotus | a 11"  |
| 3    | Roland Meier   | Cofidis       | a 15"  |

| Pos. | Corridore            | Squadra       | Tempo     |
| ---- | -------------------- | ------------- | --------- |
| 1    | Laurent Dufaux       | Festina-Lotus | 16h02'59" |
| 2    | Alex Zülle           | Festina-Lotus | a 1'17"   |
| 3    | Francesco Casagrande | Cofidis       | a 1'23"   |

### 6ª tappa
- 10 maggio: Losanna > Ginevra – 167,4 km

| Pos. | Corridore            | Squadra    | Tempo    |
| ---- | -------------------- | ---------- | -------- |
| 1    | Christophe Agnolutto | Casino     | 4h03'33" |
| 2    | Daniel Schnider      | Post Swiss | s.t.     |
| 3    | Patrick Vetsch       | Post Swiss | s.t.     |

| Pos. | Corridore            | Squadra       | Tempo     |
| ---- | -------------------- | ------------- | --------- |
| 1    | Laurent Dufaux       | Festina-Lotus | 20h09'33" |
| 2    | Alex Zülle           | Festina-Lotus | a 1'17"   |
| 3    | Francesco Casagrande | Cofidis       | a 1'23"   |

## Classifiche finali

### Classifica generale
| Pos. | Corridore            | Squadra       | Tempo     |
| ---- | -------------------- | ------------- | --------- |
| 1    | Laurent Dufaux       | Festina-Lotus | 20h09'33" |
| 2    | Alex Zülle           | Festina-Lotus | a 1'17"   |
| 3    | Francesco Casagrande | Cofidis       | a 1'23"   |
| 4    | Santiago Botero      | Kelme         | a 1'27"   |
| 5    | Roland Meier         | Cofidis       | a 1'39"   |
| 6    | Davide Rebellin      | Team Polti    | a 1'44"   |
| 7    | Luc Leblanc          | Team Polti    | a 2'11"   |
| 8    | Ivan Gotti           | Saeco         | a 2'12"   |
| 9    | Pavel Tonkov         | Mapei-Bricobi | a 2'28"   |
| 10   | Paolo Savoldelli     | Saeco         | a 2'53"   |